# 감정표현불능증
감정표현불능증(Alexithymia)은 스스로가 경험하는 감정을 식별하고 기술하는 것을 준임상적으로 하지 못하는 특징을 보이는 개인의 기질이다. 감정표현불능증의 핵심적인 특징은 감정의 인식, 사회적 애착, 대인 관계의 기능 장애이다. 높은 수준의 감정표현불능증을 보이는 사람들은 다른 사람의 감정을 구별하고 평가하는데 어려움을 보일 수 있으며 이는 공감을 하지 못하고 비효율적인 감정 반응을 보이는 것으로 간주된다.

## 유형
감정표현불능증은 기타 일반 질병 및 정신 장애를 유발할 위험성이 있는 성격특성(personality trait)이자, 이러한 질병들에 대한 통상적인 치료에 응할 가능성을 낮추기도 한다. 정신질환 진단 및 통계 편람 제5판(DSM-V)과 국제질병분류(ICD-11)는 모두 감정표현불능증을 증상으로 분류하지도 않고 정신적 장애로도 분류하지 않는다. 개인에 따라 강도가 다른 차원적 성격특성이다. 감정표현불능증 지수는 토론토 감정표현불능증 척도(Toronto Alexithymia Scale, TAS-20), 퍼스 감정표현불능증 설문(Perth Alexithymia Questionnaire, PAQ), 버몬드-보스트 감정표현불능증 설문(Bermond-Vorst Alexithymia Questionnaire, BVAQ), 감정 인지 수준 척도(Levels of Emotional Awareness Scale, LEAS), 온라인 감정표현불능증 설문(Online Alexithymia Questionnaire, OAQ-G2), 토론토 감정표현불능증 구조화 설문(Toronto Structured Interview for Alexithymia, TSIA), 관찰자 감정표현불능증 척도(Observer Alexithymia Scale, OAS)  등으로 측정할 수 있다. 반사회성 인격장애(antisocial personality disorder)와 같은 정신 의학에서 정의하는 인격장애(personality disorder)와는 다르다.
그러나 감정표현불능증을 정의하는데 있어 어떠한 일치된 의견은 없다.
정신분석학적 모델은 감정표현불능증이 다음 4가지 구성요소를 통해 정의한다.
1. 감정 판별의 어려움(difficulty identifying feelings, DIF)
2. 타인의 감정에 대한 묘사의 어려움(difficulty describing feelings to other people, DDF)
3. 자극구속적 외부지향적 사고방식(a stimulus-bound, externally oriented thinking style, EOT)
4. 제한된 연상 과정(constricted imaginal processes, IMP)

인지행동모델(cognitive behavioral model)에서는 감정표현불능증을 다음 3가지 구성요소를 통해 정의한다.
1. 감정 판별의 어려움(difficulty identifying feelings, DIF)
2. 감정 표현의 어려움(difficulty describing feelings, DDF)
3. 외부지향적 사고(externally oriented thinking, EOT), 자기 감정에 주목하지 않는 경향을 특징으로 함(characterized by a tendency to not focus attention on emotions)

임상연구에서 자발적 연상의 결여(a lack of spontaneous imagining)로 정의되는 '제한된 연상 과정'은 측정할 경우 감정표현불능증의 다른 요소와 통계적으로 유관하진 않다. 이런 연구 결과는 '제한된 연상 과정'이 감정표현불능증의 한 요소일지에 관한 현장에서의 논쟁을 야기하였으며 현재도 진행중이다. 예를 들어, 2017년 프리스(Preece)와 동료들은 감정표현불능증의 집중-평가 모델(attention-appraisal model)을 소개했다. 모델에서 '제한된 연상 과정'은 감정표현불능증 정의에서 제거되어야 하며, '감정 판별의 어려움', '타인의 감정에 대한 묘사의 어려움', '외부지향적 사고' 세 요소는 감정 처리 과정에서 발생한 결함(deficit)에 특화되었기 때문에 감정표현불능증은 이 세 요소로만 정의되어야 한다고 제안했다. '제한된 연상 과정'의 포함 혹은 제외에 관하여, 감정표현불능증의 정의에 있어 이러한 핵심적 차이는 감정표현불능증의 정신분석학적이고 인지-행동에 관한 개념화의 차이에 해당한다. 그래서 정신분석학적 공식은 '제한된 연상 과정'의 중요성에 계속 주요성을 두고 있는 경향을 보이지만, 반면 집중-평가 모델(현재 가장 광범위하게 사용되는 감정표현불능증의 인지-행동 모델)은 '제한된 연상 과정'을 구성요소에서 제외시키고 있다. 실제로 '제한된 연상 과정'은 1990년대 토론토 감정표현불능증 척도(TAS-20)의 초기 버전에서 제거되었기에, 가장 많이 사용되는 감정표현불능증 평가 도구(그리고 결과적으로 대부분의 감정표현불능증 조사 연구)는 '감정 판별의 어려움', '타인의 감정에 대한 묘사의 어려움', '외부지향적 사고' 세 요소만을 가지고 평가해 왔다. 슬픔과 같은 부정적인 감정이나 행복과 같은 긍정적인 감정들을 처리하는데 있어서 감정표현불감증이 나타나는 결함의 관련성에 있어, 퍼스 감정표현불능증 설문(Perth Alexithymia Questionnaire, PAQ)은 부정적 긍정적 감정 모두를 아울러 감정표현불능증의 감정가 특정화 평가(valence-specific assessments)를 가능하게 하는 유일한 측정 도구이다. 퍼스 감정표현불능증 설문을 통한 최근 연구는 감정 처리 절차에 있어 보이는 감정표현불능증 소유자의 결함은 긍정적 부정적 감정 모두에 나타나지만, 보통은 부정적 감정에 대한 어려움을 더 많이 호소한다고 보고한다. 감정표현불능증에 있어서의 감정가 특정화 효과에 대한 연구 결과는 뇌영상 연구(brain imaging study)를 통해 방증된다.
'감정 판별의 어려움', '타인의 감정에 대한 묘사의 어려움', '외부지향적 사고' 측정을 통한 연구는 고도의 감정표현불능증의 발생률은 전체 인구의 10% 미만이라고 보고하였다. 한 연구에 의하면, 여성보다 남성에게서 발생률이 높은데, 이는 남성과 여성 모두 비슷한 가능성을 보이는 '감정의 판별(identifying feelings)'의 어려움이 아니라, 일부 남성이 호소하는 '감정의 묘사(describing feelings)'의 어려움을 통해 설명된다. 퍼스 감정표현불능증 설문을 통한 연구는 감정표현불감증의 구성체가 여러 문화 집단과 여러 연령대 사이에서 비슷하게 나타난다고 제시하였다. 즉 같은 구조와 구성요소가 있다는 것이다.
심리학자 마이클 배그비(R. Michael Bagby)와 정신의학자 그래미 테일러(Graeme J. Taylor)는 감정표현불감증 구성체가 심리적 마음가짐(psychological mindedness)의 개념과 감정지능(emotional intelligence)과 역관계에 있으며, '감정표현불능증은 단순한 심리적 스트레스의 결과물이라기 보다는 안정적인 성격 특질이라는 것에 대한 강력한 임상적 방증(strong empirical support for alexithymia being a stable personality trait rather than just a consequence of psychological distress)'이 있다.

## 징후 및 증상
전형적인 결함은 문제 발견, 과정, 설명, 개인의 감정에 따라 작업하기 등이 있으며, 타인의 느낌을 이해하는 능력 부족도 포함되기도 한다. 감정(feeling)과 정서적 흥분의 신체적 느낌(sensation)을 구분하는 것이 어려움, 정서와 연관되는 신체적 느낌의 혼란, 제한된 상상(imagination)으로 인한 약간의 꿈 혹은 환상(fantasy), 문제에 대한 정서적 반응의 배제로 인한 구체적이고 현실적이며 논리적인 사고 등이 있다. 감정불능증 환자는 또한 가게에 가거나 밥을 먹는 등의 매우 논리적이고 현실적인 꿈을 꾼다. 임상적 경험에서는 꿈의 구조적 특성이 꿈을 떠올리는 능력보다도 감정불능증의 특성을 가 장 잘 설명한다고 말한다.
일부 환자는 불쾌감(dysphoria)을 경험하거나 울음 혹은 분노를 터뜨리기 때문에 위의 특징들에 대해 반대하기도 한다. 그러나 이들의 반문은 도리어 감정들의 세부 내용에 대하여 묻는 질문에 대해 혼란스러워 하면서  자신의 감정이나 외양을 설명하지 못한다는 것을 보여준다.
헨리 크리스탈(Henry Krystal)에 의하면, 감정불능증 환자들은 실제 성과가 있는 현실적인 방식으로 사고하고 지나치게 현실에 맞춰 살아간다. 그러나 심리치료(psychotherapy)에서는 환자가 사소하고 시간순으로 나열된 행위나 반응, 단조로운 세부사항의 일상 사건들을 차례로 말하는 경향이 있기 때문에, 인지적 혼란(cognitive disturbance)이 분명해진다. 보통 이런 사람들은 항상은 아니더라도 사물 지향적이며 자신을 로봇으로 대우하기도 한다. 이런 문제들은 환자들이 정신분석적 심리치료에 대한 반응성을 심각하게 제한한다. 만약 이들이 심리치료에 들어가면 심인성 질환(psychosomatic illness)이나 약물 남용(substance abuse)이 자주 악화된다.
감정표현불능증에 대한 흔한 오해는 환자들이 감정을 언어로 표현하는 것이 완전히 불가하고 정서를 경험한다는 것을 인지하지 못한다는 것이다. 용어를 고안하기 전, 시프네오스(Sifneos)의 1967년 연구에서는 환자가 불안이나 우울 같은 것들을 언급하기도 하였다고 한다. 이들과 감정표현불능증을 구분하는 요소는 '행복하다'거나 '불행하다'는 제한된 형용사를 넘어서 자신의 감정을 표현하지 못한다는 것이다. 핵심 문제는 감정표현불능증 환자들이 타인에게 자신의 감정을 구분하고 설명하는 능력을 제한하여 감정 구분이 상당히 빈곤하다는 것이다. 이는 자신과 정서와의 분리, 타인과의 연결의 어려움을 야기한다. 심지어 우울이나 다른 난처하게 하는 요소들이 통제될 때조차도
감정불능증을 삶의 만족(life satisfaction)과 부정적으로 연계된다는 것이다.

### 관련 증상
감정표현불능증은 다른 증상과 흔히 발생한다. 연구는 감정표현불능증이 자폐 스펙트럼 장애(autism spectrum disorders, ASD)와 중첩된다고 말한다. TAS-20을 이용한 2004년 한 연구에서 자폐스펙트럼장애 성인 85%는 장애(impaired) 범주에 들어가며 절반은 심각한 장애(severely impaired)에 들어간다. 반대로 대조군은 17%만이 장애이며 심각한 장애는 없다.  피츠제럴드와 벨그로브(Fitzgerald & Bellgrove)는 감정불능장애처럼 아스퍼거 증후군(Asperger's syndrome)도 말하기와 언어와 사회적 관계에서의 혼란을 특징으로 한다고 지적하였다. 힐과 버토스(Hill & Berthoz)는 피츠제럴드와 밸그로브의 2006년 연구에 동의하였고, 이에 대해 감정표현 불믕증과 자폐스펙트럼장애 산의 중첩이 있다고 하였다. 이들은 감정표현불능증에서 마음이론(theory of mind) 기술에 장애가 있다는 연구를 지적하였고, 신경해부학적 증거는 공유된 병인학(etiology)과 유사한 사회기술 결함을 지목하였다. 중첩의 정확한 본질은 불확실하다. 자폐스펙트럼 환자의 감정표현불능증 특질은 우울증 혹은 불안과 연결되어 있다. 매개 요인은 미상이지만 감정표현불능증은 불안을 가지고 있을 성향이 있다. 반면 총합 감정표현불능증 점수(total alexithymia score)는 물론 감정 및 외향적 사고 요소 식별의 어려움은 ADHD와 매우 연관이 크며, 총합 감정표현불능증 점수와 감정 식별 어려움과 감정 요소 묘사의 어려움 역시 과잉행동(hyperactivity)/ 충동성(impulsivity)과도 연관이 크지만, 감정표현불능증과 주의력 결핍과의 관계는 없다.
감정표현불능증과 중첩되는 정신 장애는 더 많아. 한 연구는 PTSD를 앓고 있는 베트남전쟁 참전 미군 베테랑 중 41%가 감정표현불능증이라고 밝혔다. 다른 연구에서는 PTSD가 있는 홀로코스트(Holocaust) 생존자의 감정표현불능증 수준이 높다고 밝혔다. 한 연구에서 대인 관계 관련 PTSD가 있는 엄마의 감정표현불능증 수준이 높으면 양육에 대한 감수성이 비교적 낮다고 발견하였다. 후자의 연구는 부모인 성인 PTSD 환자치료는 감정표현불능증이 반드시 평가되어야 하며, 부모-아이 관계와 아이의 사회-정서 발달에 주목해야 한다는 것을 시사한다.
다른 장애들에서의 단순 연구 발병율 발견은 63%가 식욕 부진(anorexia nervosa), 56%가 과식(bulimia), 45%에서 50%는 주요 우울 장애(major depressive disorder), 34%는 공황 장애(panic disorder), 28%는 사회 공포증(social phobia), 50%는 약물 남용(substance abuse)이 그것이다. 감정표현불능증은 뇌졸중(stroke)이나 외상성 뇌손상(traumatic brain injury)와 같은 후천성 뇌손상(acquired brain injury) 환자들에게서 대부분 발견된다.
감정표현불능증은 인격장애(personality disorder) 특히 분열성 인격장애(schizoid personality disorder), 회피성 인격장애(Avoidant personality disorder), 의존성 인격장애(Dependent personality disorder), 분열형 인격장애(Schizotypal personality disorder), 약물남용장애(substance use disorder), 일부 불안 장애(anxiety disorder), 성 기능 장애(sexual disorders)와 연관되며, 뿐만 아니라 특정 신체 증상, 특히 고혈압(hypertension), 염증성 장질환(inflammatory bowel disease), 당뇨병(diabetes) 기능성 소화불량(functional dyspepsia)과도 연관 있다. 이외에도 such as 편두통(migraine headache), 하배주 통증(lower back pain), 과민성 대장 증후군(irritable bowel syndrome), 천식(asthma), 구역질, 알러지, 섬유조직염(fibromyalgia)과도 연관된다.
정서 조절 불능은 감정표현불능증 환자가 폭식, 약물 남용, 도착적 성행위(perverse sexual behavior), 식욕부진 등 충동적 강박적 행동을 통한 불쾌한 감정에서 일어나는 긴장감을 배출하려는 이유를 설명할 수 있는 가능성 중 하나이다. 감정을 인지하고 이를 조절하지 못하면 자율신경계(autonomic nervous system, ANS)와 신경내분비계(neuroendocrine system)의 지속적 항진 상태를 가져와서 심인성 질병을 가져온다. 감정표현불능증 환자는 긍정적인 감정을 느끼는 능력이 제한되어 있다. 이로 인해 크리스탈(Krystal)과 시프네오스(Sifneos) (1987)는 이러한 사람들을 쾌감상실(anhedonia)이라고 표현하였다.
실체감증(alexisomia)은 임상적 개념으로 심인적 신체적 느낌을 인지하고 표현하는 것의 어려움을 말한다. 이는 1979년 이케미 유지로(池見酉次郎)가 처음 고안하였다. 이케미 박사는 심인정 증상 환자에게서 감정표현불능증과 실체감증의 특성을 모두 관찰하고서 만들었다.

## 치료
일반적으로 치료법은 초보 단계에 있으며 입증된 치료 옵션은 많지 않다.
2002년 케네디(Mataji Kennedy)와 프랭클린(John Franklin)은 기술 기반 개입(skills-based intervention)이 효과적이라는 걸 발견했다. 이들의 치료 계획은 참가자에게 설문지, 심리역동치료(psychodynamic therapy), 인지행동치료(cognitive-behavioral therapy), 기술기반치료, 경험치료(experiential therapy)를 주는 것이다. 치료 후 이들은 참가자들이 대부분 정서적 감정을 표현하고 정서 상태에 더 집중하는 것에 있어 모호함이 덜해졌다고 발견하였다.
2017년 감정표현불능증의 집중-평가 모델에 기반하여, 프리스(D. Preece)와 동료들은 감정표현불능증 치료는 정서 스키마 발달 수준을 높이고, 정서 조절 전략으로서 정서에 대한 경험적 회피를 감소하는 것을 목표로 해야 한다고 추천했다. 즉, 집중-평가 모델에서 감정표현불능증의 어려움에 기반하여 가설이 설정된 기제인 것이다.
2018년 뢰프(J. Löf), 클린턴(D. Clinton), 칼도(V. Kaldo), 라이덴(G. Rydén)은 정신화 기반 치료(mentalisation-based treatment) 또한 치료에 효과적인 방식이라고 하였다. 정신화(Mentalisation)란 자기 자신이나 타인의 정신 상태를 이해하는 능력으로, 이는 눈에 띄는 행동들을 기반으로 한다. 정신화 기반 치료는 환자로 하여금 자기만의 생각과 감정을 주변 사람의 것과 분리하는 것에 도움을 준다. 이 치료는 관계와 관련하며, 정신화 기술의 이해와 사용을 향상하게 하는데 주목한다. 연구자들은 감정표현불능증을 포함한 모든 환자의 증상이 상당히 개선되었으며, 치료는 정동 인내성(affect tolerance)을 향상시켰고 유연하게 생각하는 능력을 향상시켰으며, 충동적인 행동조다는 강렬한 정동을 표현하였다.
치료에 영향을 주는 중요 문제는 감정표현불능증이 다른 장애와 더불어 동반증상을 갖는다는 것이다. 멘델슨(Mendelson)의 1982년 연구는 감정표현불능증이 진단받지 않은 만성 통증 환자에게서 잘 나타난다는 것을 보여준다. 케네디와 프랭클린 연구 참가자들은 감정표현불능증과 함께 불안 장애를 가지고 있지만, 뢰프 등의 연구 참가자는 감정표현불능증과 경계선 인격장애(borderline personality disorder)를 모두 진단받았다. 감정표현불능증만을 가지고 있는 사람을 조사하기는 어렵기 때문에, 이 모든 동반증상 문제는 치료를 복잡하게 만든다.

## 같이 보기
- 경계선 인격장애
- 냉혹-무감정 특성
- 아스퍼거 증후군
- 안면인식장애
- 신체화 장애